# Zavadszky Gábor
Zavadszky Gábor (Budapest, 1974. szeptember 10. – Limassol, 2006. január 6.) magyar válogatott labdarúgó, középpályás.

## Pályafutása
Hihetetlenül ragaszkodott pályafutásának egyik állomásához, az MTK-hoz. Többször nyilvánosan hangoztatta, hogy ha abbahagyja az aktív játékot, itt szeretne „öregfiúk” játékosként „letelepedni”, ami ritkaság egy a Ferencvárosból érkezett, majd oda távozó játékossal kapcsolatban. Hálából az MTK szurkolók a mai napig, mint „halhatatlan” MTK-st emlegetik, fényképe és meze abban az aulában van ahol csak Brüll Alfréd mellszobra található.

### Klubcsapatokban
Zavadszky középpályásként játszott először a Ganz Mávagban, a Ferencvárosban, Dunaújvárosban, MTK Hungáriában, majd ismét a Ferencvárosi TC-ben. 2005 elejétől a ciprusi Apollon Limassol játékosa volt.
„Zava” – ahogy mindenki ismerte – 2001 nyarán érkezett a Hungária körútra a bajnoki címvédő Dunaferrből. Három szezont töltött kék-fehérben, tagja volt a 2003-ban felejthetetlen körülmények között bajnoki címet szerző csapatnak, amely az utolsó fordulóban az Újpest legyőzésével szerezte meg az aranyérmet. A mosolyáról és közvetlen stílusáról ismert Zavadszky az MTK Budapestnél töltött négy éve alatt 98 mérkőzésen 20 gólt jegyzett. 2004-ben visszatért nevelőegyesületébe, a Ferencvárosba, majd fél évvel később a ciprusi bajnokságba szereplő Apoel Limassolba igazolt.

### A válogatottban
A magyar olimpiai válogatottban az atlantai 1996-os nyári olimpián szerepelt, ahol Magyarország a csoportkör alatt kiesett. 2000 és 2003 között négy alkalommal szerepelt a válogatottban.

## Magánélete
1998-ben megnősült, a rákövetkező évben megszülettek ikerfiai, Norbert és Roland. 2006. január 7-én hunyt el Limassolban (Ciprus) embólia következtében. Felmerült, hogy halálát orvosi felelőtlenség okozta. Budapest XVII. kerületétől, melyhez sok szál fűzte, 2004-ben az év sportolója kitüntetést, 2006-ban pedig posztumusz díszpolgár címet kapott.

## Sikerei, díjai
- Rákosmente díszpolgára (2006) /posztumusz/

### Klubcsapatokkal
Ferencvárosi TC
- Magyar bajnok: 1995, 1996
- Magyarkupa-győztes: 1993, 1994, 1995
- Magyar szuperkupa-győztes: 1993, 1994, 1995
- Bajnokok ligája-csoportkör : 1995-1996

 Dunaferr SE
- Magyar bajnok: 2000

 MTK Hungária
- Magyar bajnok: 2003
- Magyar szuperkupa-győztes: 2003

## Statisztika
| Nemzeti csapat | Szezon  | Mérk | Gól |
| -------------- | ------- | ---- | --- |
| Magyarország   | 1999–00 | 1    | 0   |
| Magyarország   | 2002–03 | 3    | 0   |
| Összesen       |         | 4    | 0   |

### Mérkőzései a válogatottban
| Magyarország | Magyarország       | Magyarország                  | Magyarország | Magyarország | Magyarország | Magyarország       | Magyarország | Magyarország |
| #            | Dátum              | Helyszín                      | Hazai        | Eredmény     | Vendég       | Kiírás             | Gólok        | Esemény      |
| ------------ | ------------------ | ----------------------------- | ------------ | ------------ | ------------ | ------------------ | ------------ | ------------ |
|              | 1996. július 25.   | Orlando, Citrus Bowl (USA)    | Japán        | 3 – 2        | Magyarország | olimpiai D csoport | -            | 74'          |
| 1.           | 2000. február 23.  | Budapest, Üllői úti Stadion   | Magyarország | 0 – 3        | Ausztrália   | barátságos         | -            | 58'          |
| 2.           | 2002. november 20. | Budapest, Üllői úti Stadion   | Magyarország | 1 – 1        | Moldova      | barátságos         | -            | 46'          |
| 3.           | 2003. április 30.  | Budapest, Megyeri úti Stadion | Magyarország | 5 – 1        | Luxemburg    | barátságos         | -            | 78'          |
| 4.           | 2003. június 11.   | Serravalle                    | San Marino   | 0 – 5        | Magyarország | Eb-selejtező       | -            | 79'          |
|              | Összesen           |                               |              | 4            | mérkőzés     |                    | 0            | gól          |